# Gagliole
Gagliole är en ort och kommun i provinsen Macerata i regionen Marche i Italien. Kommunen hade 599 invånare (2018).